# Cétrorélix
Le cétrorélix est un médicament utilisé dans le traitement de certaines infertilités féminines et vendu sous le nom de marque Cetrotide.

## Usage médical
Il s'agit d'un bloqueur de l'hormone de libération des gonadotrophines .
Le cétrorélix est un médicament utilisé dans le traitement de la fertilité pour prévenir l'ovulation précoce chez les femmes bénéficiant d'une stimulation ovarienne . Le médicament est administré par injection sous-cutanée.

## Effets secondaires
Les effets secondaires de ce médicament comprennent le syndrome d’hyperstimulation ovarienne, des nausées ou des maux de tête. D’autres effets secondaires peuvent inclure une anaphylaxie et des problèmes de foie. L'utilisation de ce médicament pendant la grossesse peut nuire au fœtus. 

## Histoire
Le médicament  a été approuvé pour un usage médical en Europe en 1999 et aux États-Unis en 2000,. Au Royaume-Uni, 250 microgrammes coûtent au NHS environ 27 livres sterling  en 2021. Aux États-Unis, ce montant coûte environ 250 dollars américains.